# Drug War - L'ora della vendetta
Drug War - L'ora della vendetta è un film del 2003 diretto da Po Johns interpretato da Morgan Freeman.

## Trama
Drama è un adolescente in libertà vigilata per piccoli reati che non ha intenzione di infilarsi in situazioni che non può controllare. L'amico D-Mo riesce a convincerlo ad entrare in un giro di spaccio di droga che gli farà fare soldi facili.

## Distribuzione

### Data di uscita
Negli Stati Uniti è uscito nel 2003 direttamente in dvd mentre in Italia è uscito nel 2005.